# Brual
Brual (gesprochen Bruhl) ist ein Ortschaft der Gemeinde Rhede (Ems) im Landkreis Emsland in Niedersachsen.

## Geschichte
Brual wird erstmals im 10. Jahrhundert erwähnt. Der Überlieferung nach gab es drei Burgen in Brual.
- Corsburg,
- Affkenburg und
- Reemtsburg oder Remelsburg

Die Nachbarschaft zu den Ostfriesen ist den Brualern nicht immer gut bekommen. Die Absperrung der Ems als wichtigster Wasserstraße der Gegend war in Brual leicht durchzuführen. Der Besitz der Befestigungsanlagen, der Dieler Schanze, war den interessierten Völkern und Fürsten recht wertvoll.
Auch der Zweite Weltkrieg ging an Brual nicht spurlos vorüber. In den letzten Kriegstagen wurde das Dorf angegriffen und stark verwüstet. Zielstrebig begann der Wiederaufbau und der Ort entwickelte sich zu einem blühenden Gemeinwesen.
Zum 1. Januar 1973 wurde die Gemeinde Brual in die Gemeinde Rhede eingegliedert.

## Kultur und Sehenswürdigkeiten

### Sankt Bernhard
Im Jahre 1909 wurde der Bau einer Kirche in Brual beschlossen. Die feierliche Grundsteinlegung erfolgte am 8. August 1911. Im Jahr 1913 wurde die Kirche eingeweiht. 1931 wurde eine Orgel eingebaut und 1946 entschloss man sich zur Anschaffung einer Turmuhr. 1957 bekam die Kirche durch den Kirchenmaler Achelwilm eine neue Ausmalung. Nach der Liturgiereform wurde 1967 durch die Firma Holthaus ein Zelebrationsaltar aufgestellt. 1976 erhielt der Innenraum erneut einen Anstrich. 1981 wurde die Kirche von außen in großem Umfang renoviert. Von September bis November 2005 wurde die Kirche von innen gänzlich renoviert. Der Beichtstuhl wurde entfernt und das Taufbecken nach vorne geholt. Im November 2007 wurde das Kirchengebäude erneut von außen saniert.

### Emslandlager Brual

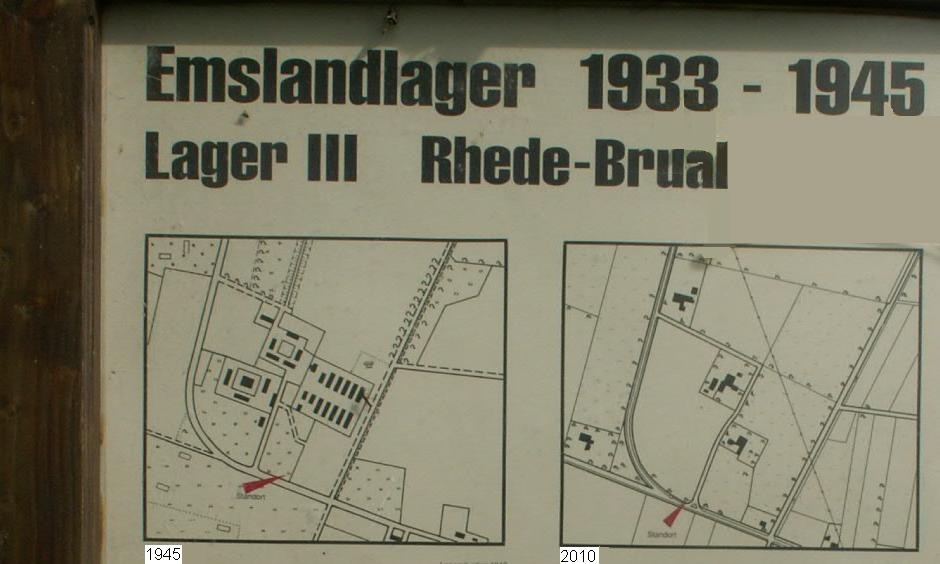
Übersichtsplan zum Aufbau des Lagers Rhede-Brual 1945 und zum Zustand 2010.

Das Emslandlager Rhede-Brual, auch Lager III genannt war ein nationalsozialistisches Strafgefangenenlager, dass im Mai 1934 errichtet wurde. Es war ursprünglich als Konzentrationslager geplant und konnte 1000 Gefangene aufnehmen.
Im Mai 1934 wurde das Lager III Rhede-Brual als eines von 15 Emslandlagern errichtet. Es war zunächst als Konzentrationslager geplant, wurde 1934 jedoch vom Reichsministerium der Justiz als Strafgefangenenlager genutzt. Das Lager war für 1000 Häftlinge ausgelegt. Diese kamen aus dem gesamten Deutschen Reich und waren meist zu Zuchthausstrafen verurteilt. Es handelte sich dabei sowohl um politische Gefangene und Menschen, die im Rechtsverständnis der Nationalsozialisten als kriminell galten (etwa Homosexuelle), als auch um Personen, die auch im heutigen Sinne als kriminell zu gelten hätten.
Die Gefangenen mussten zunächst am Ausbau des Brualer Schloots mitwirken. Später wurden sie zur Kultivierung des Moores gezwungen.
Im Juni 1937 wurden erste politische Gefangene nach Brual gebracht. 1938 sollte das Lager ausgebaut werden, sodass es Platz für 1500 Gefangene hatte. Es wurden acht Baracken errichtet, die jedoch in die Pfalz transportiert wurden. Sie sollten Platz für Gefangene bieten, die am Aufbau des Westwalls in der Nähe von Zweibrücken beteiligt waren.
Für die Bewachung der Gefangenen waren bis zu 200 SA-Männer sowie Justizbeamte der SA Pionierstandarte 10 zuständig. Durch die schlechte Versorgung und die psychische Terrorisierung durch die Wachmannschaften kam es des Öfteren zu Fällen von Selbstverstümmelung. Dabei verloren 59 Menschen ihr Leben. Sie sind auf dem Friedhof in Esterwegen bestattet. Der 1937 inhaftierte Alfred Weidenmüller schrieb dazu:

„Wöchentlich einmal wurde jeder Gefangene zur Lagerkommandantur gerufen. Zu jeder Seite des Eingangs standen zwei Hunde. Bevor der Gefangene die Baracke betrat, musste er vor den Hunden strammstehen, die Mütze abnehmen und laut und deutlich sagen: ‘Du bist ein Herrenhund, und ich ein Schweinehund.’ Es war an einem Tag vor dem Heiligen Abend 1937. Der Tag war bitterkalt, und kaum lagen wir auf den Pritschen, als das Kommando ertönte: ‚Im Hemd raustreten!’ Vor der Baracke 2 standen schon 600 Gefangene im Hemd bei eisigem Nordwind. Im Lager befand sich auch der Genosse Herbert Kerzig aus Chemnitz. Er war von Beruf Dirigent und betreute früher mehrere Arbeiter-Gesangvereine. Er musste im Hemd das Dach der Baracke besteigen, und unter seiner Leitung mussten wir das Lied ‚Empor zum Licht’ singen. Anschließend erkrankten 22 Gefangene an Lungenentzündung, 4 starben daran. Durch die geringe Kost und die schwere Arbeit gab es viele Erkrankungen. Krankmeldungen gab es erst dann, wenn ein Gefangener nicht mehr aufstehen konnte. Operationen wurden ohne örtliche Betäubung vorgenommen. Ich kenne 11 Fälle, dass Gefangene Selbstverstümmelungen vornahmen, indem sie Löffel, Glasscherben von zerschlagenen Wassergläsern, ja sogar Eisenteile und Nägel verschluckt haben.“

Die Anzahl der Inhaftierten schwankte über die Jahre stark. Ab 1940 wurden auch von Wehrmachtgerichten Verurteilte in das Lager gebracht. Bereits 1942 machten diese Häftlinge mehr als 50 % aller Inhaftierten aus. Die Gründe für ihre Inhaftierung waren meist Fahnenflucht oder Wehrkraftzersetzung.
1943 errichtete die Maschinenbaufirma Klatte ein Werk direkt neben dem Lager. Die Gefangenen wurden an den Betrieb verliehen, um in der Rüstungsproduktion zu arbeiten. In dem Werk wurden hauptsächlich Flugzeugteile produziert. Im Februar 1945 waren im Lager noch 700 Gefangene inhaftiert. Am 4. April 1945 wurde das Lager geräumt und die Gefangenen in das Emslandlager Aschendorfermoor gebracht.
Bekannte Häftlinge
- Wilhelm Henze, deutscher Widerstandskämpfer und Arbeiterschriftsteller
- Alfred Weidenmüller

## Wirtschaft und Infrastruktur

### Unternehmen
Brual ist Sitz des 2016 gegründeten Familienunternehmens Mogel-Verlag, das selbst entwickelte Kartenspiele international vermarktet.

## Politik
Der Ortsrat von Brual setzt sich aus fünf Mitgliedern zusammen. Der Ortsrat wird durch eine Kommunalwahl für jeweils fünf Jahre gewählt. Die aktuelle Amtszeit begann am 1. November 2021 und endet am 31. Oktober 2026.
Bei der Kommunalwahl 2021 ergab sich folgende Sitzverteilung:
- CDU: 5 Sitze